# ニューヨークの大停電
『ニューヨークの大停電』（ニューヨークのだいていでん、Where Were You When the Lights Went Out?）は、1968年に公開されたアメリカ合衆国のコメディ映画。監督はハイ・アヴァーバック。ドリス・デイが最後に主演した映画作品である。
クロード・マグニアによる1956年のフランス演劇を原作とし、舞台を実際に起こった1965年北アメリカ大停電に変更して映画化している。

## あらすじ
ある日の午後5時28分、ニューヨーク市を停電が襲う。
ディジトロニクス会社の株主総会を取り仕切っていたウォールドは、社長の座を息子に奪われた恨みから、大金を国外へ持ち出す準備をしていた。
一方、女優のマーガレットは予定していた舞台が取りやめになり、帰宅したところ、自宅で女性記者のインタビューを受けていたはずの夫を目にする。怒ったマーガレットはコネチカットの別荘へ逃げ、睡眠薬を飲んで眠る。翌朝、車が故障して立ち往生したウォールドが彼女の別荘にやってくる。
その際、ウォールドは近くにあった睡眠薬を誤って飲んでしまい、ベッドにもぐりこんでしまう。マーガレットも戻ってくるが、意識がぼんやりしていたためそのままベッドにもぐりこんでしまう。
そこへピーターがやってきて起こすが、なかなか起きようとしない二人の態度に腹を立てる。さらにそこへ、マーガレットの芝居の演出をしていたラディスローがやってくる。ここでマーガレットたちは目を覚まし、そのまま契約を結ぶ。
ところが、ピーターの乗った車に、ウォールドが持ち出した大金が入っており、ピーターは泥棒と間違えられる。その後、ウォールドは警察に出向いて事情を説明し、ピーターは保釈される。
これによりウォールドの手柄は認められ、社長となる。
また、マーガレットとピーターの仲も改善した。

## キャスト
※括弧内は日本語吹替（初回放送1973年5月20日『日曜洋画劇場』）
- マーガレット・ギャリソン：ドリス・デイ（楠トシエ）
- ピーター・ギャリソン：パトリック・オニール（近藤洋介）
- ウォルド・ゼイン：ロバート・モース（英語版）
- ラディスラウス・ワリチェク：テリー＝トーマス（英語版）（川久保潔）
- ロバータ・レーン：ローラ・オルブライト（英語版）
- トゥルー・ブルー：ジム・バッカス
- グランド・セントラル駅の通勤者：モーガン・フリーマン[4]